# Hispanisierung
Als Hispanisierung (spanisch Hispanización oder Castellanización) wird die bis heute anhaltende Akkulturation der einheimischen, indigenen Bevölkerung bzw. die Verdrängung der indigenen Sprachen durch die spanische Sprache – der Sprachwechsel zum Spanischen – in den ehemaligen spanischen Kolonien (insbesondere in Lateinamerika) und in Spanien selbst bezeichnet.

## Hispanisierung in Lateinamerika
Nach der Conquista wurden zunächst noch einige verbreitete indigene Sprachen als Missionssprachen bevorzugt und so – in begrenztem Maße – weiterverbreitet. Im Vizekönigreich Neuspanien (heute Mexiko) waren dies insbesondere das Nahuatl, Mayathan und Taraskisch, im Vizekönigreich Peru das Quechua und Aymara. Gestützt wurde dies durch einen Erlass Philipps II. von Spanien von 1570, Nahuatl zur offiziellen Sprache in Neuspanien für die Kommunikation zwischen Weißen und Indigenen zu machen. Über ein Jahrhundert später, 1696, erließ Karl II. von Spanien ein Dekret, dass allein Spanisch die Amtssprache im spanischen Kolonialreich zu sein habe.
Der beschleunigte Niedergang der indigenen Sprachen begann jedoch erst nach der Unabhängigkeit der Staaten Lateinamerikas, als die herrschenden Kreolen ihre Sprache, das Spanische, als Amtssprache durchsetzten. So sollen 1820 noch etwa 60 % der Bevölkerung Mexikos indigene Sprachen gesprochen haben, während 1889 der Anteil nach Angaben des Geografen Antonio García Cubas bereits auf 38 % gefallen war. Die mexikanische Volkszählung von 2000 ergab einen Anteil von nur mehr 7,1 %, die indigene Sprachen entweder neben dem Spanischen oder als Einsprachige sprechen.
Die Hispanisierung (castellanización) der Indigenen war bis in jüngste Zeit erklärtes Ziel der Regierungen Lateinamerikas und ist bis in die Gegenwart verbreitete Praxis der Regierungspolitik. Erst seit den 1990er Jahren sind in größerem Umfang Programme mit interkultureller zweisprachiger Erziehung eingeführt worden, während in anderen Politikfeldern die indigenen Sprachen nach wie vor kaum präsent sind.